# Irán en los Juegos Paralímpicos de Barcelona 1992
Irán estuvo representado en los Juegos Paralímpicos de Barcelona 1992 por un total de 29 deportistas, 25 hombres y cuatro mujeres.

## Medallistas
El equipo paralímpico iraní obtuvo las siguientes medallas:
| Nombre | Deporte          | Evento                  |
| --- | ---------------- | ----------------------- |
| Oro |                  |                         |
| Golam Ajavan Parviz Firuzi Ali Golkar Hasan Hashemi Ali Kashfia Hasan Mohamadi Hadi Rezai Aliakbar Salavatian Ahmad Shivani Mayid Soleimani Hasan Zendehkard | Voleibol sentado | Torneo masculino        |
| Plata |                  |                         |
| Hosein Aga-Bargchi | Atletismo        | Peso C6 masculino       |
| Avaz Azmudeh | Atletismo        | Jabalina THW4 masculino |
| Bronce |                  |                         |
| Hosein Aga-Bargchi | Atletismo        | Disco C7 masculino      |